# 場面緘黙症
場面緘黙症（ばめんかんもくしょう）、選択性緘黙（せんたくせいかんもく、英: Selective Mutism，SM）とは、家庭などでは話すことが出来るのに、社会不安（社会的状況における不安）のために、ある特定の場面・状況では話すことができなくなる疾患である。幼児期に発症するケースが多い。治療法や支援法については、「場面緘黙症#治療」を参照。

## 定義
精神医学的障害の一種である。

## 診断
場面緘黙症の判断基準について、2つの主流の分類を以下に示す。

### ICD-10
選択性緘黙とは、話す際に著しい、感情的に断固とした選択性があるのが特徴であり、子供がある若干の状況で言語能力を示すが、別の（定義可能な）状況では話すことができないものである。この障害は、通常、社交不安障害、引きこもり、過敏症または治療に対する抵抗などを含む、際立った個性機能と関係している。
ただし以下は除外する：
- 広汎性発達障害
- 統合失調症
- 言葉と言語の特異性発達障害
- 幼児の分離不安の一部としての一時的な緘黙

### DSM-IV
場面緘黙症（選択性緘黙）
- 他の状況では話すことができるにもかかわらず、ある特定の状況（例えば学校のように、話すことが求められる状況）では、一貫して話すことができない。
- この疾患によって、学業上、職業上の成績、または社会的な交流の機会を持つことを、著しく阻害されている。
- このような状態が、少なくとも一ヶ月以上続いている。（これは、学校での最初の一ヶ月間に限定されない）
- 話すことができないのは、その社会的状況において必要とされている話し言葉を知らなかったり、また、うまく話せない、という理由からではない。
- コミュニケーション障害（例えば吃音症）では説明がつかず、また、広汎性発達障害、統合失調症またはその他の精神病性障害の経過中にのみ起こるものではない。

## 付随する問題
場面緘黙児のほとんどは、それ以外になんらかの不安に関連した病名を診断されている。多く見られるのが、社交不安障害、分離不安障害、完全主義的傾向、強迫的傾向などである。また、病名はないが、特徴的な問題も含めて以下に挙げる。

### 社交不安障害
社交不安障害の子供は、他人からの否定的な評価を恐れ、自分が何かみっともないことを言ったり、したりするのではないかと過度に気を遣う。具体的には、友達と遊ぶのを避けたり、人前で食べられなかったり、公衆トイレが使えなかったりする。治療法については、「社交不安障害#治療」を参照。

### 学校のトイレを使うのが怖い
これは、先生に許可をもらうこと、皆の注目を集めることなどが場面緘黙児にとって不安を感じるためである。

## 原因
全く話すことができない状態に症状が進行するケースもあり得るが、場面によっては話すことができる場面緘黙症は先天的に不安になりがちな傾向がある。また、脅威の兆候を感知すると「戦うか逃げるか反応 (fight-or-flight response)」を引き起こす脳の扁桃体を過剰に刺激されるため、内向的な性格であることが多いとされる。
なお、幼少期に両親の母語と異なる言語体系にさらされた場合のストレスによる心的外傷が肯定される一方で、虐待・ネグレクトとの関係は否定されている。

## 治療
必ずしも自然に改善されるわけではない場面緘黙症治療のアセスメントは、当人の緘黙症状が強化される前段階のうちに行うことが重要である。
なお、社交不安症や分離不安症が併存する場合は、「社交不安症#治療」・「分離不安症#治療」も参照されたい。また、情報交換と正しい理解の促進に向けたかんもくネットや、より良い支援方法の探究に向けた日本場面緘黙研究会も立ち上げられており、理解や支援の参考になる。

### 認知行動療法
話ができる人・場所・状況の把握、発話が妨げられる要因の探索、発話を実現する支援や環境整備についての検討。次に、本人との信頼関係の形成、および心理教育を実施した上で、認知行動療法的治療を展開する。
本人が自信を育み、成功体験を得ることに加え、その過程において支援者が肯定的なフィードバック（承認・称賛・好きなものを与えること等）を行い、努力を認めることが大切である。また、下記のような技法等から本人に合った複数の方法を組み合わせて行うことが重要である。
- 随伴性マネジメント法：今までとは違う質問形式を用いたり、発話反応に報酬を与えたりすることで、発話反応の生起頻度を高める方法。報酬には、言語的称賛や、好きなことをさせてあげること、好きなものを与えること等が含まれる。
- フェイディング法：本人がすでに話すことができている人と状況を特定し、そこから発話行為を新たな人や状況に順次拡大していくことを支援する方法。通常、本人が親しい人（母親など）と十分くつろいで話をしているような状況を出発点として用いる。そうした状況に徐々に支援者が介入していくようにして、本人が話をできる（心を許す）人を増やしていく。また、話をできる人が本人に同行し、新たな状況での会話をサポートしていく。このようにして、段階を踏みながら話ができる人や状況を増やしていけるよう支援する。
- 段階的曝露療法：あらかじめ支援者とロールプレイ（練習）[12]を行い、本人が「話してみたら実際は大丈夫であった・話してみたら楽しかった」「はじめは不安が強かったが、話してみると徐々に不安も収まっていった」という気付きを得られるように支援する技法。本人の気持ちを尊重しながら、話すことに対する不安が比較的少ない場面からはじめ、段階的に不安の大きな場面に移行していく。話すことに対する不安が比較的少ない場面から始めるのは、成功体験を得て自信を持ってもらうため、そして新しい人や場面で話しても恐れていることは起こらないということを実体験を通して気づいてもらうためである。

上記の段階的曝露療法において、どのような段階でも、また、発話できなかったとしても責めてはならず、声を出そうとしていたり、一瞬でも声を出せたり、小さな声やささやき声でも何か発話できたりしたら、そのようなことを大きな一歩として認め褒めていくことが重要である。
なお、上記のような技法の実施と並行して、心理教育を行うことが大切である。心理教育を通して場面緘黙に関する理解を深めたり、改善方法や改善した人の体験談などを学んだりして、「緘黙症状を改善させることができる」という自己効力感が高まり、治療への参加や技法の遂行を促進する可能性があるためである。

### 環境調整
何を言っても責められず温かく受け止められる、安心して発話できる環境づくりを行うことも必要である。加えて、たとえ些細なことであっても本人ができていることや頑張っていることなどが褒められ認められる環境整備も大切である。
場面緘黙は合理的配慮の対象であり、周囲は適切な支援・配慮を通して本人をサポートしていく。周囲が認識する困りごとと、本人の困りごとは一緒とは限らないため、どのような支援や配慮を必要とするか、支援者は本人に相談することが大切である。場面緘黙に関わることだけではなく、日常生活全体で本人が困っていることや配慮してほしいことを丁寧に聞き取り、温かく受け止め、適切な支援や配慮を展開していく。
合理的配慮の一例として、発話を強制せず、筆談や身振り手振りなど本人にとって負担の少ない形でのコミュニケーションを大切にしていくことが考えられる。その他にも、話さなくても参加できる活動にしたり、得意なことを生かして活躍できる場を用意したりする等、様々な面で配慮をすることが重要である。
また、医療・福祉などのフォーマルな支援が行き届く仕組みの整備、インフォーマルな支援を拡大するための社会的理解の促進も必要である。加えて、多機関連携・多職種連携を通して、本人の生活全体をサポートしていくことが大切である。

## 歴史
1877年（明治10年）にドイツの医師であるアドルフ・クスマウルがDie Storungen der Sprache : Versuch einer Pathologie der Sprache において、“Aphrasia voluntaria”（随意性失語症）という症状を報告した。これが場面緘黙症に関する最も古い報告と見られる。